# Ludwig Gruber (Komponist)

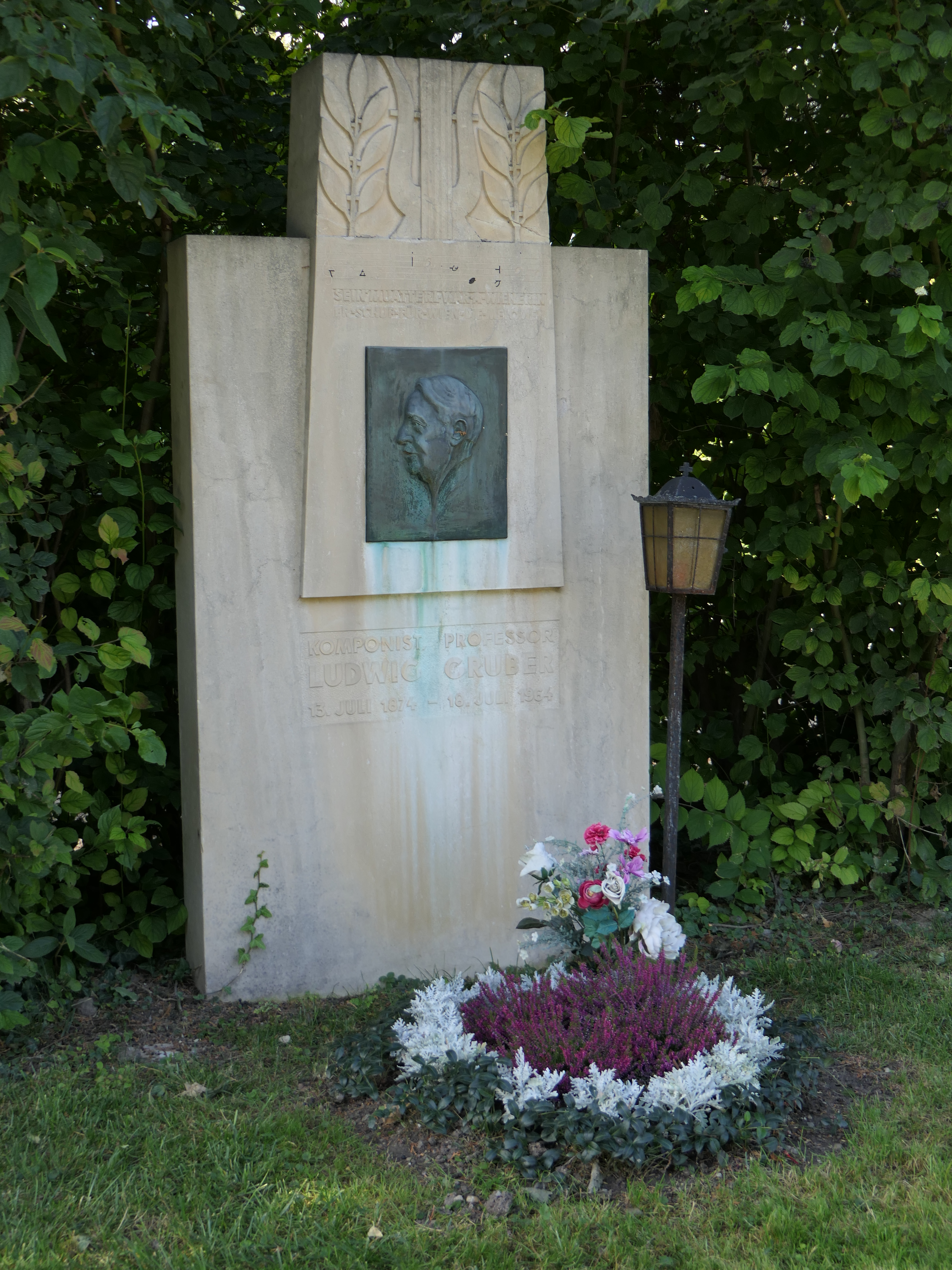
Ehrengrab auf dem Wiener Zentralfriedhof

Ludwig Anton Gruber (* 13. Juli 1874 in Ottakring; † 18. Juli 1964 in Wien) war ein österreichischer Komponist, Sänger, Schriftsteller, Dirigent und Theaterdirektor.

## Leben
Grubers Vater war Bassbuffo am Landestheater Linz, bevor er in Wien als Gesangskomiker „Gruber-Tonl“ populär wurde, die Mutter war eine Nichte des ehemaligen Bürgermeisters Eduard Uhl. Sie vermittelte ihrem Sohn den ersten Musikunterricht bei seinem Onkel Josef Uhl.
Nach dem frühen Tod der Mutter ermöglichte ihm Wilhelmine Montléart ein Studium am Konservatorium, wo er Orgel, Klavier und Harmonielehre bei Robert Fuchs, Ferdinand Löwe und Franz Schalk studierte.
Nach verschiedenen Anstellungen als Kapellmeister, unter anderem im tschechischen Kurort Karlsbad, war Ludwig Gruber Mitbegründer einer Bühne, die seine Stücke aufführte.
Als Soldat im Ersten Weltkrieg komponierte Gruber 1914 das Österreichische Landsturmlied. Er geriet in russische Gefangenschaft und kehrte erst 1920 wieder heim.
Ludwig Gruber trat bereits 1932 der NSDAP bei (Mitgliedsnummer 1.083.677) und suchte mit einschlägigen Kompositionen bzw. Vertonungen (z. B. dem Marschlied „Flieger - deutscher Sieger!“) auch künstlerisch die Nähe zum NS-Regime. Anlässlich der Eröffnung einer seiner Person gewidmeten Ausstellung im arisierten Kaufhaus Gerngross dirigierte Ludwig Gruber 1941 ein Wehrmachtskonzert. Gruber empfing zahlreiche Ehrungen, so erhielt er von NS-Bürgermeister Hanns Blaschke ein persönliches Schreiben zum Geburtstag mit der Zusage, ein Porträt Grubers für das Historische Museum der Stadt Wien in Auftrag geben zu wollen. 1944 wurde ihm Seitens der Stadt Wien eine Ehrenmünze gewidmet. Der Fotoreporter Mario Wiberal nahm 1944 ein Portraitfoto Ludwig Grubers auf, das den Portraitierten mit dem Abzeichen der NSDAP am Revers zeigt.
Ludwig Gruber ruht in einem Ehrengrab auf dem Wiener Zentralfriedhof (Gruppe 32 C, Nummer 28)
Sein Nachlass befindet sich in der Wienbibliothek im Rathaus.

## Werk (Auswahl)
Grubers Werk umfasst Opern und Operetten, Chor- und Kirchenkompositionen, aber auch Männerchöre, Singspiele und Volkslieder. Vor allem aber ist Ludwig Gruber (dem insgesamt über 1000 Lieder zugeschrieben werden) für seine Wienerlieder bekannt. Einige seiner bekannten Kompositionen:
- 1906: Mei Muatterl war a Weanerin (, d’rum hab’ I Wien so gern!) (Musik/Text: Ludwig Gruber)[7]
- 1908: Es wird a Wein sein (und wir wern nimma sein) (Text: Josef Hornig (* 1861; † 1911), Musik: Ludwig Gruber), vor 1908.[8]
- 1912: Der Mensch lernt net aus (Der Mensch no' klan muß schon in d' Schul, doch was er lernt, 's is alles null) (Text und Musik: Ludwig Gruber)
- (?): ’S Haneferl (Text: Eduard Merkt (* 1852; † 1908), Musik: Ludwig Gruber)
- 1925: Die alte Uhr (in der Witwe ihrem Zimmer hängt a recht a alte Uhr) (Text: Martin Schenk/Musik: Ludwig Gruber)
- 1925: Aschermittwoch Oper (Musik: Ludwig Gruber/Libretto: Alfred Steinberg-Frank, 1888–1953), Am 24. Mai 1925[9] wurde sie am Stadttheater Baden uraufgeführt.[10]

## Auszeichnungen, Ehrungen

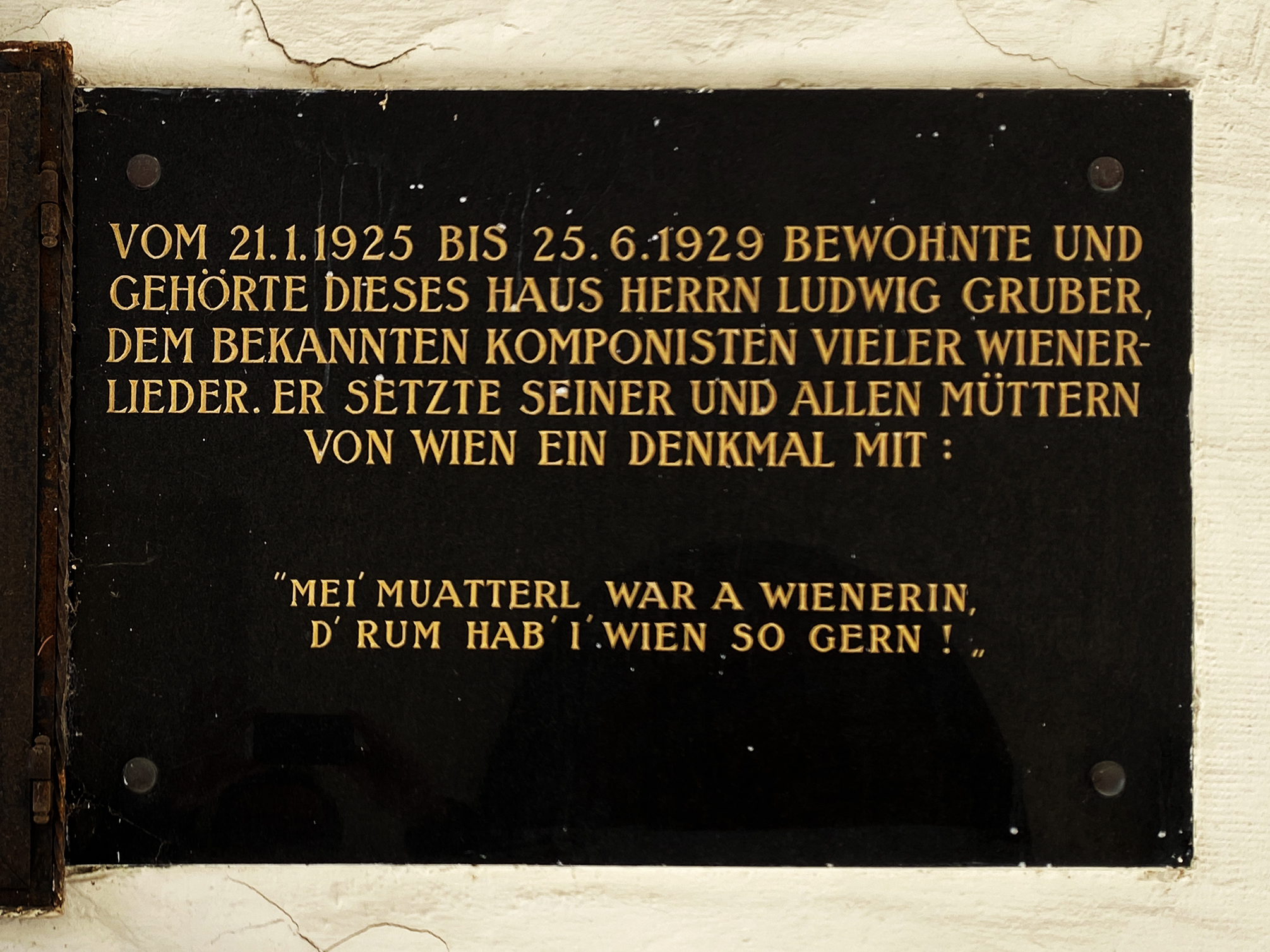
Gedenktafel für Ludwig Gruber am Haus Hameaustraße 32

- 1929: Gedenkstein am Ludwig-Gruber-Platzerl an der Keylwerthgasse, Wien-Währing, nahe der Höhenstraße, entlang des Stadtwanderweges 3[11]
- 1931: Berufstitel Professor[3]
- vor 1944: Ehrenbürger der Stadt Baden bei Wien
- 1950: Ehrenring der Stadt Wien[3]
- 1954: Gedenktafel am Geburtshaus, Neulerchenfelder Straße 73 Ecke zur Lindauergasse 17, Wien-Ottakring[12]
- 1979: Benennung der Verkehrsfläche Ludwig-Gruber-Weg, Wien-Döbling
- Gedenktafel am Haus Hameaustraße 32, Wien-Döbling, wo Gruber von 1925 bis 1929 gewohnt hatte[13]